# Роуз Ролинс
Роуз Ролинс (родена на 30 април 1978) е американска актриса и манекенка. Тя е най-известна с ролята си на Таша Уилямс в канадско-американския драма сериал „Ел Връзки“.

## Биография
Ролинс е родена в Бъркли, Калифорния, но е израснала в Йонкърс, Ню Йорк. Тя е единственото момиче от общо шест деца. В тийнейджърските си години Роуз е открита съвсем случайно от професионален фотограф и много скоро след това започва работа като фотомодел. Въпреки това след като завършва гимназия Ролинс се мести в Лос Анджелис, за да учи актьорско майсторство.
Ролинс получава гост-роли в сериали като „Западното крило“, партнирайки си с Алисън Джейни, и „In Justice“ с Кайл Маклоклън. Филмовият си дебют тя прави във филма „13 Moons“, в който главните роли са поверени на Стив Бушеми и Дженифър Бийлс. Следващата ѝ роля е във филма „Undisputed“ с Вин Реймс и Уесли Снайпс. Снима се и в третата част на екшън поредицата „Мисията невъзможна“, режисиран от създателя на сериала „Изгубени“ Джей Джей Ейбрамс.
Между 2007 и 2009 г. участва в четвърти, пети и шести сезон на „Ел Връзки“. Играе ролята на Таша Уилямс, военна поставена пред трудностите да бъде лесбийка в хомофобски настроената американска армия. Героинята ѝ има любовна връзка с бисексуалната журналистка Алис Пиазеки (Лейша Хейли).